# Байер, Йозеф (археолог)
Йозеф Байер (нем. Josef Bayer; 10 июля 1882, Холлабрунн, Нижняя Австрия — 23 июля 1931, Вена, Австрия) — австрийский антрополог, археолог, музейный работник. редактор. Доктор наук.

## Биография
Сын судьи. Окончил Венский университет, где получил докторскую степень.
Работал куратором доисторической и антропологической коллекции Музея естественной истории в Вене, значительно увеличил коллекцию.
Развернул обширные раскопки в лёссовой области Нижней Австрии и приобрёл международную репутацию исследователя ледникового периода.
Участник Первой мировой войны, служил капитаном в 1914—1918 годах.
Основал Институт исследований ледникового периода. Основатель и редактор специализированного журнала Eiszeit (Предыстория).

## Научная деятельность

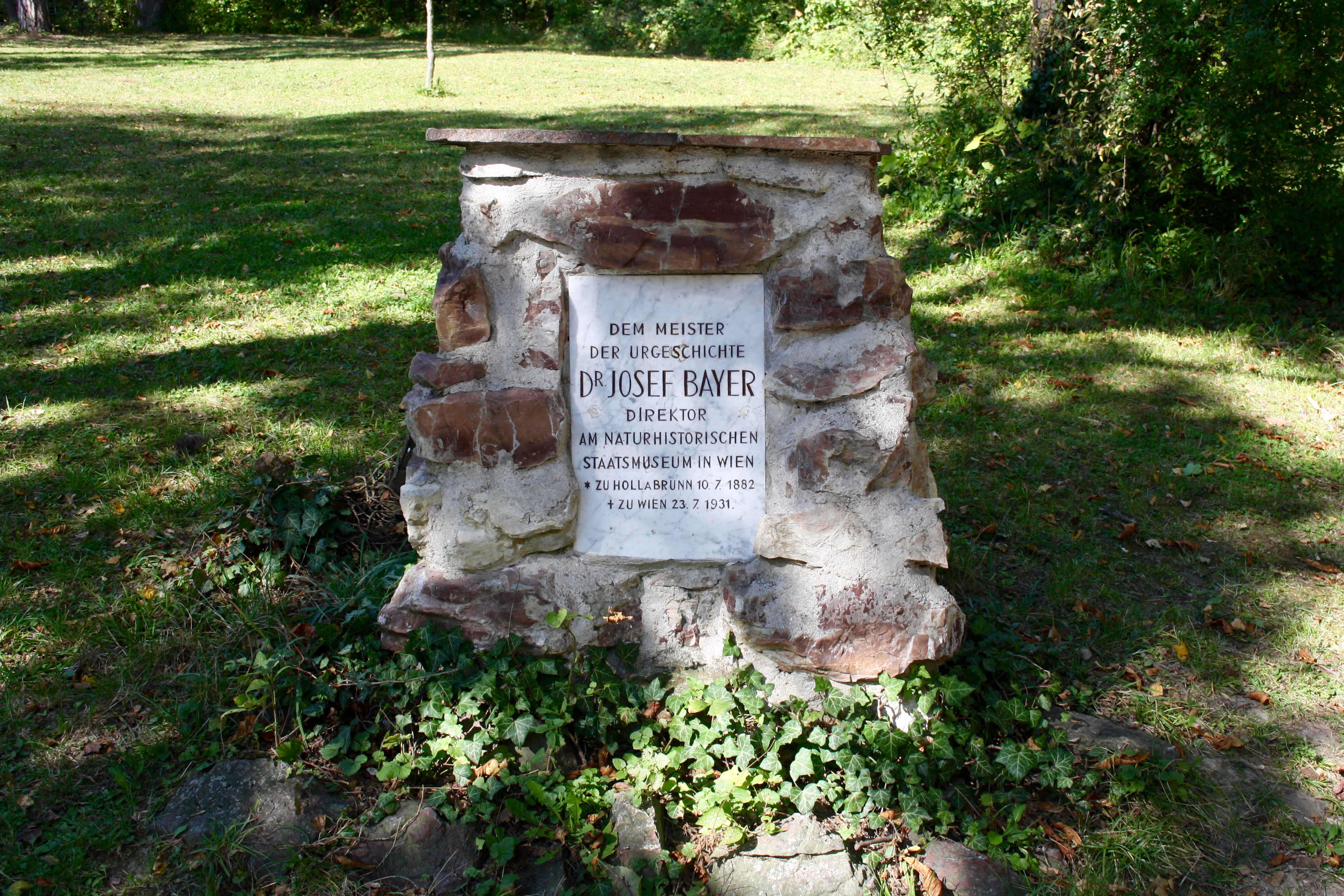
Памятный камень в Вене в честь Йозефа Байера

Область его исследований, в основном, относится к периоду каменного века и, особенно, палеолита. Автор собственной оригинальной модели ледникового периода. Байер не только активно работал на международном уровне, но и проводил исследования в Нижней Австрии, прежде всего, в Вахау. Один из авторов вместе с Й. Сомбати находки Венеры Виллендорфской в 1908 году.
Будучи на палестинском фронте, изучал остатки культуры ручных топоров верхнего палеолита, проводил археологические исследования, в ходе которых обнаружил то, что назвал Неолитический Ашкелон.

## Избранные публикации
- Die Chronologie des jüngeren Quartärs. In: Mittheilungen der prähistorischen Kommission der Kais. Akademie der Wissenschaften. Bd. 2, H. 2, 1913, S. 199—227.
- Der Mammutjägerhalt der Aurignaczeit bei Lang-Mannersdorf a. d. Perschling (Nied.-Öst.). Vorläufiger Bericht über die Grabung 1919/1920. In: Mannus. Bd. 13, 1921, S. 76-81.
- mit Heinrich Wichmann: Die Frauenlucken bei Schmerbach im oberen Kamptale, eine Höhlenstation des Magdalenien in Niederösterreich. In: Die Eiszeit. Bd. 1, 1924, ISSN 0259-773X, S. 65-67.
- Der Mensch im Eiszeitalter. Deuticke, Leipzig u. a. 1927.
- Eine Station des Eiszeitjägers im Mießlingtal bei Spitz a. d. Donau in Niederösterreich. In: Die Eiszeit. Bd. 4, 19274, S. 91-94.
- Der erste Glockenbecher aus Österreich. (Groß-Weikersdorf, Niederösterreich). In: Mitteilungen der Anthropologischen Gesellschaft in Wien. 57, 1927, S. 51-52.
- Jungbronzezeitliche Gräber bei Baierdorf, pol. Bez. Hollabrunn, Niederösterreich. In: Mitteilungen der Anthropologischen Gesellschaft in Wien. 61, 1931, S. 209—212.
- Der vor- und frühgeschichtliche Mensch auf dem Boden des Horner Bezirkes. In: Franz Lukas, Friedrich Moldaschl (Hrsg.): Heimatbuch des Bezirkes Horn. Band 1. Josef Pichler (in Kommission), Horn 1933, S. 180—240.